# Hernádbűd
Hernádbűd ist eine ungarische Gemeinde im Kreis Gönc im Komitat Borsod-Abaúj-Zemplén.

## Geografische Lage
Hernádbűd liegt in Nordungarn, 33 Kilometer nordöstlich des Komitatssitzes Miskolc, 22 Kilometer südwestlich der Kreisstadt Gönc, am linken Ufer des Flusses Hernád. Nachbargemeinden sind Pere und Gibárt.

## Sehenswürdigkeiten
- Evangelische Kirche
- Reformierte Kirche, ursprünglich im 13. Jahrhundert erbaut, später umgestaltet, die heutige Form erhielt sie 1820

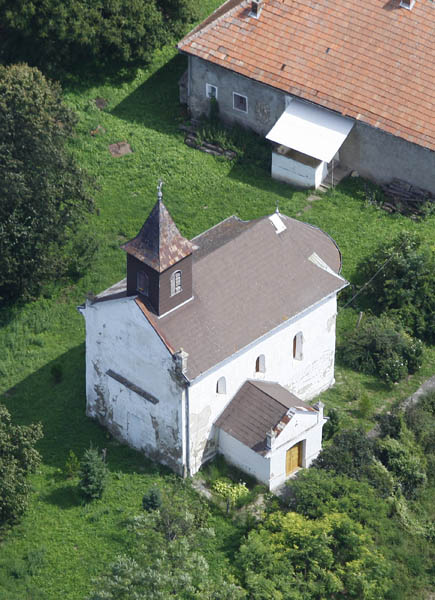
Reformierte Kirche
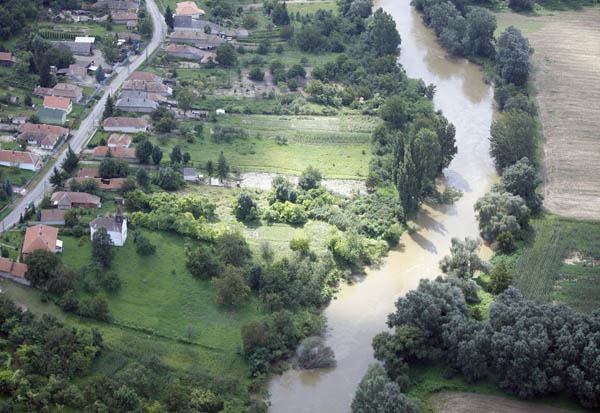
Hernádbűd und der Fluss Hernád

## Verkehr
Durch Hernádbűd verläuft die Landstraße Nr. 3707. Es bestehen Busverbindungen über Pere und Hernádszentandrás nach Ináncs. Die nächstgelegenen Bahnhöfe befinden sich in Abaújkér und Ináncs.